# Diskografija skupine Zabranjeno pušenje
Bosanskohercegovarčka rock skuptina Zabranjeno pušenje je od 1984. godine izdala dvanaest studijskih albuma, pet albuma glazbe uživo, tri kompilacijska albuma, jedan album filmske glazbe i 50 video spotova.

## Albumi
Izvor: Zabranjeno pušenje

### Studijski albumi
| Naslov                       | Detalji albuma | Prodaja                                              | Certifikati          |
| ---------------------------- | --- | ---------------------------------------------------- | -------------------- |
| Das ist Walter               | - Objavljen: 10. travnja 1984. (JU) - Izdavač: Jugoton - Formati: CD, kazeta, LP                                               | - (JU) 100.000                                       | - JUG: Zlatna ploča  |
| Dok čekaš sabah sa šejtanom  | - Objavljen: 11. lipnja 1985. (JU) - Izdavač: Jugoton - Formati: CD, kazeta, LP                                                | - (JU) 30.000                                        | - JUG: Srebrna ploča |
| Pozdrav iz zemlje Safari     | - Objavljen: 1987. (JU) - Izdavač: Diskoton - Formati: CD, kazeta, LP                                                          | - (JU) 90.000                                        | - JUG: Zlatna ploča  |
| Male priče o velikoj ljubavi | - Objavljen: 1989. (JU) - Izdavač: Diskoton - Formati: CD, kazeta, LP                                                          |                                                      |                      |
| Fildžan viška                | - Objavljen: 1997. (BH, HR, SL) - Izdavač: Dallas Records, Nimfa Sound - Formati: CD, kazeta                                   |                                                      |                      |
| Agent tajne sile             | - Objavljen: 1999. (BH, HR, JU) - Izdavač: Dancing Bear, TLN-Europa, Renome, Nimfa Sound, Active Time - Formati: CD, kazeta    |                                                      |                      |
| Bog vozi Mercedes            | - Objavljen: 2001. (BH, HR, JU) - Izdavač: Menart, TLN-Europa, Active Time - Formati: CD, kazeta                               | - 35.000                                             |                      |
| Hodi da ti čiko nešto da!    | - Objavljen: 16. studenog 2006. (BH, HR); 2007 (SR) - Izdavač: Civitas, Mascom Records - Formati: CD                           | - (BH) 11.000 - (HR) 5.000 - (EU) 3.000 - (SR) 1.000 |                      |
| Muzej Revolucije             | - Objavljen: 7. studenog 2009. (BH, HR, CG, SR) - Izdavač: Hayat Production, Croatia Records, Vijesti, Long Play - Formati: CD |                                                      |                      |
| Radovi na cesti              | - Objavljen: 10. listopada 2013. (BH, HR, SR) - Izdavač: Tropik, Croatia Records, Dallas Records - Formati: CD                 |                                                      |                      |
| Šok i nevjerica              | - Objavljen: 31. listopada 2018. (BH, HR, SR) - Izdavač: Tropik, Menart - Formati: CD                                          |                                                      |                      |
| Karamba!                     | - Objavljen: 3. lipnja 2022. (BH, HR, SR) - Izdavač: Tropik - Formati: CD, streaming                                           |                                                      |                      |

### Uživo albumi
| Naslov                           | Detalji albuma |
| -------------------------------- | --- |
| Hapsi sve!                       | - Objavljen: 1998. (HR, JU) - Izdavač: Croatia Records, A Records - Formati: CD, kazeta                              |
| Live in St. Louis                | - Objavljen: 22. ožujka 2004. (BH, HR, SCG) - Izdavač: In Takt Records, Menart, Mascom Records - Formati: CD, kazeta |
| Live in Skenderija Sarajevo 2018 | - Objavljen: 14. travnja 2022. (BH, HR, SR) - Izdavač: - Formati: streaming                                          |
| Pušenje ubija                    | - Objavljen: 15. svibnja 2025. (BH, HR, SR) - Izdavač: - Formati: streaming                                          |
| Uživo u Lisinskom                | - Objavljen: 1. srpnja 2025. (BH, HR, SR) - Izdavač: - Formati: streaming                                            |

### Kompilacijski albumi
| Naslov                                 | Detalji albuma                                                                  |
| -------------------------------------- | ------------------------------------------------------------------------------- |
| Nikad robom, vazda taxijem – Best of 1 | - Objavljen: 1996. (BH, HR) - Izdavač: TLN-Europa - Formati: CD                 |
| Srce, ruke i lopata – Best of 2        | - Objavljen: 1998. (BH, HR) - Izdavač: TLN-Europa - Formati: CD                 |
| The Ultimate Collection                | - Objavljen: 18. ožujka 2009. (BH, HR) - Izdavač: Croatia Records - Formati: CD |

## Videospotovi
| Naslov                                           | Godina | Album                            |
| ------------------------------------------------ | ------ | -------------------------------- |
| "Neću da budem Švabo u dotiranom filmu"          | 1984.  | Das ist Walter                   |
| "Abid"                                           | 1984.  | Das ist Walter                   |
| "Anarhija all over Baščaršija"                   |        | Das ist Walter                   |
| "Ibro dirka"                                     | 1985.  | Dok čekaš sabah sa šejtanom      |
| "Stanje šoka"                                    |        | Dok čekaš sabah sa šejtanom      |
| "Manijak"                                        |        | Pozdrav iz zemlje Safari         |
| "Balada o Pišonji i Žugi"                        | 1987.  | Pozdrav iz zemlje Safari         |
| "Guzonjin sin"                                   | 1989.  | Male priče o velikoj ljubavi     |
| "12 sati"                                        | 1989.  | Male priče o velikoj ljubavi     |
| "Možeš imat' moje tijelo"                        | 1997.  | Fildžan viška                    |
| "Mile Hašišar"                                   | 1997.  | Fildžan viška                    |
| "Pubertet"                                       | 1998.  | Fildžan viška                    |
| "Fildžan viška"                                  | 1998.  | Fildžan viška                    |
| "Guzonjin sin"                                   | 1999.  | Hapsi sve! (Live)                |
| "Pos'o, kuća, birtija"                           | 1999.  | Agent tajne sile                 |
| "Jugo 45"                                        | 1999.  | Agent tajne sile                 |
| "Pupoljak"                                       | 1999.  | Agent tajne sile                 |
| "Agent tajne sile"                               | 2000.  | Agent tajne sile                 |
| "Splitska princeza"                              | 2001.  | Bog vozi Mercedes                |
| "Lijepa Alma"                                    | 2001.  | Bog vozi Mercedes                |
| "Arizona Dream"                                  | 2001.  | Bog vozi Mercedes                |
| "Počasna salva"                                  | 2002.  | Bog vozi Mercedes                |
| "Karabaja"                                       | 2003.  | Bog vozi Mercedes                |
| "Bog vozi Mercedes"                              | 2003.  | Bog vozi Mercedes                |
| "Posljednja oaza (Fikreta)"                      | 2004.  | Live in St. Louis                |
| "Zenica blues"                                   | 2004.  | Live in St. Louis                |
| "Nema više"                                      | 2006.  | Hodi da ti čiko nešto da!        |
| "Dobro dvorište"                                 | 2006.  | Hodi da ti čiko nešto da!        |
| "Džana"                                          | 2007.  | Hodi da ti čiko nešto da!        |
| "Modni Guru"                                     | 2009.  | Muzej Revolucije                 |
| "Kladimo se"                                     | 2010.  | Muzej Revolucije                 |
| "Kada Sena pleše"                                | 2011.  | Muzej Revolucije                 |
| "Tvoja bosa stopala"                             | 2011.  | Muzej Revolucije                 |
| "Samir-time"                                     | 2012.  | Muzej Revolucije                 |
| "Boško i Admira"                                 | 2013.  | Radovi na cesti                  |
| "Ti voliš sapunice"                              | 2013.  | Radovi na cesti                  |
| "Lutka sa naslovne strane" (feat. Mile Kekin)    | 2014.  | Koncert Skenderija 2013.         |
| "Tri kile, tri godine"                           | 2015.  | Radovi na cesti                  |
| "U Tvoje ime"                                    | 2016.  | Radovi na cesti                  |
| "Klasa optimist"                                 | 2016.  | Radovi na cesti                  |
| "Kafana kod Keke"                                | 2017.  | Radovi na cesti                  |
| "Nova godina"                                    | 2017.  | Šok i nevjerica                  |
| "Irska"                                          | 2018.  | Šok i nevjerica                  |
| "Kupi nas Ali" (feat. Sassja)                    | 2019.  | Šok i nevjerica                  |
| "Lijepa Alma" (feat. Zele Lipovača)              | 2019.  | Live in Skenderija Sarajevo 2018 |
| "Korona hit pozitivan" (feat. Elvis J. Kurtović) | 2020.  | Karamba!                         |
| "Ekrem"                                          | 2022.  | Karamba!                         |
| "Ispod radara"                                   | 2023.  | Karamba!                         |
| "Čovjek starog kova"                             | 2024.  | Karamba!                         |
| "Fildžan viška"                                  | 2025.  | Uživo u Lisinskom                |

## Filmska glazba
| Naslov | Detalji albuma                                           |
| ------ | -------------------------------------------------------- |
| Nafaka | - Objavljen: 2006. (BH) - Izdavač: F.I.S.T. - Format: CD |

## Vanjske poveznice
- Službena stranica
- Kanal Zabranjenog pušenja na YouTube
- Diskografija Zabranjenog pušenja na Discogs
- Diskografija Zabranjenog pušenja na MusicBrainz